# فهرس النجوم الأساسية

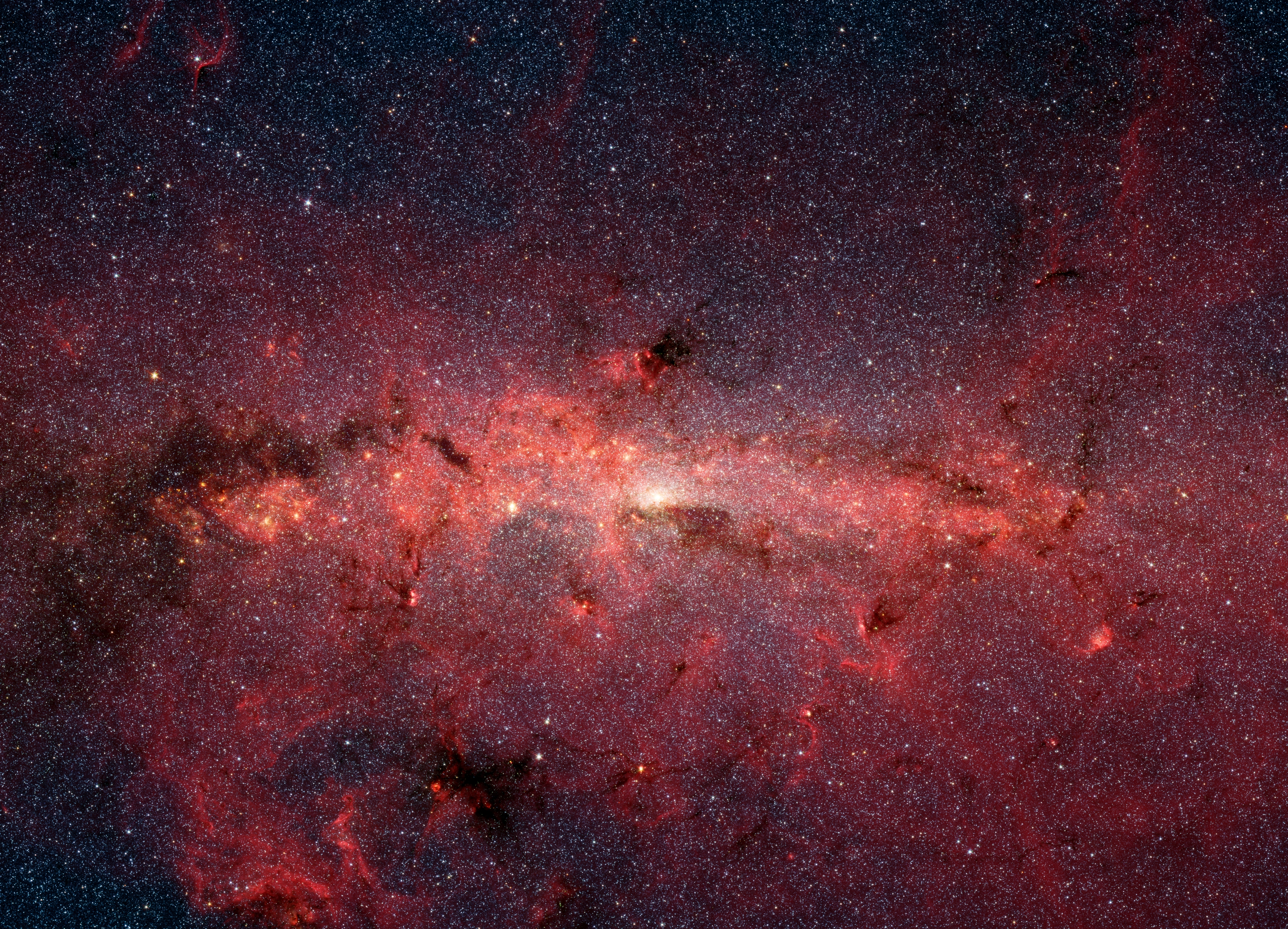
هذه الصورة بالأشعة تحت الحمراء من تلسكوب ناسا تظهر مئات الآلاف من النجوم منضغطة في قلب مجرتنا درب التبانة. في الصور بالضوء المرئي، هذه المنطقة لا يمكن رؤيتها على الإطلاق لأن الغبار بين الأرض ومركز المجرة يحجب الرؤية.

فهرس النجوم الأساسية  هو فهرس فلكي نجمي عبارة عن سلسلة من ستة فهارس فلكية تحتوي على قياسات عالية الدقة لمواقع مجموعة صغيرة من النجوم لتحديد الإطار المرجعي السماوي، وهو نظام معياري لتنسيق وقياس مواقع النجوم.

## الإصدارات
نشر فهرس النجوم الأساسية الرابع (FK4) في عام 1963، ويتضمن 1,535 نجم في مختلف الاعتدالات 1950,0 حتي 1975,0.
ملحق فهرس النجوم الأساسية الرابع (FK4S) هو تعديل على الفهرس الأساسي الرابع (FK4) يحتوي على 1,987 نجم.
فهرس النجوم الأساسية الخامس (FK5) كان تحديث للفهرس الأساسي الرابع (FK4S) نشر عام 1988 وتضمن مواقع جديدة لعدد 1535 نجم. وقد حل محله الإطار المرجعي السماوي الدولي القائم على الكوازار (ICRF).
ملحق الفهرس الأساسي الخامس، نشر في عام 1991، مضيفا 3,117 نجم جديد.
فهرس النجوم الأساسية السادس (FK6) هو تحديث في عام 2000 للفهرس الأساسي الخامس FK5 المرتبط مع الإطار المرجعي السماوي الدولي من خلال القمر الصناعي هيباركوس ويوفر معلومات عن الحركة الخاصة للنجوم تعتبر هي الأدق في الوقت الحاضر. .وصدر في جزأين: FK6 (I) وFK6 (III). FK6 (I) يحتوي على 878 نجم، وFK6 (III) يحتوي على 3272 نجم. كتحديث وتعديل للإصدار FK5 ، وذلك باستخدام بيانات فهرس هيباركوس.